# الساندرو دی توماسو
الساندرو دی توماسو (اسپانیایی: Alejandro de Tomaso‎؛ ۱۰ ژوئیهٔ ۱۹۲۸ – ۲۱ مهٔ ۲۰۰۳) کارآفرین، بازرگان و اتومبیل‌ران فرمول ۱ اهل آرژانتین بود، که شرکت دتوماسو را تأسیس کرد.